# Policía Administrativa de la Alemania nazi

Polizeiadler.

La Policía Administrativa de la Alemania nazi (en alemán: Verwaltungspolizei), no solo era responsable de la administración interna de los servicios policiales, sino también de muchas funciones administrativas que en otros países eran realizadas por agencias puramente civiles.

## Departamentos de la Policía Estatal
Los comisarios de los departamentos de policía estatales en las ciudades eran abogados de la policía administrativa con el rango de Polizeidirektor o Polizeipräsident. El personal de la policía administrativa estaba formado por abogados-policía, funcionarios administrativos de la policía y los guardas de las cárceles policiales.

### Objetivos
La policía administrativa de los departamentos de policía estatales se encargaba de las siguientes cuestiones:
- Administración financiera del departamento de policía estatal.
- Pasaportes, control de extranjeros, registro civil (incluidas las leyes de Núremberg), registro de aspirantes.
- Normas de tráfico, vías fluviales e inspección de incendios.
- Control de establecimientos comerciales y sus licencias.
- Normativa sobre infracciones punibles, asuntos asistenciales, inspección sanitaria, inspección alimentaria y veterinaria.

## Departamentos de la Policía Municipal
Los departamentos de las Policías Municipales se encargaban del mismo tipo de cuestiones que los departamentos de policía estatales. Además, se encargaban del tipo de funciones policiales que estaban reservadas a las autoridades municipales, tales como inspección de edificios, policía forestal, inspección de viviendas, desamparo y asistencia escolar. Solo las ciudades más grandes sin un departamento de Policía Estatal tenían un personal especial de los Gemeindeverwaltungspolizeibeamten, funcionarios de la policía administrativa municipal. En las ciudades más pequeñas y en los pueblos, las funciones de la policía administrativa estaban a cargo de la administración municipal civil.

## Personal
Los funcionarios de la policía administrativa pertenecían a las mismas cuatro ramas pero diferentes de la administración pública general.

### Trayectoria profesional y reclutamiento
| Trayectoria profesional           | Educación civil requerida para los candidatos del ámbito civil | Contratación de funcionarios administrativos que presten servicios en los Departamentos de Policía del Estado y como funcionarios de la policía administrativa municipal | Contratación de funcionarios administrativos sirviendo en la Gestapo/Sicherheitspolizei |
| --------------------------------- | -------------------------------------------------------------- | --- | --- |
| einfacher Dienst (grado inferior) | Volksschule                                                    | 100% de los agentes de la Policía de Protección del Estado (agentes de la Policía de Protección Municipal)                                                               | 80% de los oficiales de Protección del Estado con más de 8 años de servicio; 20% de la vida civil como Polizeverwaltungslehrlinge (aprendices de la administración policial). |
| mittlerer Dienst (grado medio)    | Escuela vocacional                                             | 90% de los oficiales de Protección del Estado (Policías Municipales) con más de 10 años de servicio; 10% de la vida civil.                                               | 50% de oficiales de Protección del Estado con más de 8 años de servicio; 50% de la vida civil. |
| gehobener Dienst (grado superior) | Abitur                                                         | 50% de los oficiales de Protección del Estado (Policías Municipales) con al menos 12 años de servicio; 50% de la vida civil.                                             | 50% de los agentes de la Policía de Protección del Estado con al menos 12 años de servicio; 50% de la vida civil. También era posible la promoción en el grado medio. Todos los candidatos tenían desde 1939 para participar con éxito en una selección al SS-Führer. La participación en la selección requería ser miembro del Partido Nazi. |
| höherer Dienst (grado máximo)     | Grado universitario                                            | De la vida civil | De la vida civil |

### Rangos y salarios
| Grado de salario | Salario anual enReichsmarks | Grado inferior                                                                | Grado medio                                                                                      | Grado superior                                                              | Grado máximo u abogados                                                                                                  | Insignia | Rango correspondiente      |
| ---------------- | --------------------------- | ----------------------------------------------------------------------------- | ------------------------------------------------------------------------------------------------ | --------------------------------------------------------------------------- | --- | -------- | -------------------------- |
| A10b             | 1.700–2.400                 | Amtsgehilfe Botenmeister Hausmeister                                          | –                                                                                                | –                                                                           | – |          | Wachtmeister               |
| A10a             | 1.759–2.550                 | Betriebsassistent Oberbotenmeister                                            | –                                                                                                | –                                                                           | – |          | Revieroberwachtmeister     |
| A9               | 1.800–2.700                 | Polizei- Gefängnisoberwachtmeister Vollziehungsbeamter                        | –                                                                                                | –                                                                           | – |          | Revieroberwachtmeister     |
| A9               | 1.800–2.700                 | Polizei- Gefängnishauptwachtmeister Erster Polizeigefängnis-hauptwachtmeister | –                                                                                                | –                                                                           | – |          | Hauptwachtmeister          |
| A8a              | 2.100–2.800                 | –                                                                             | Polizeiassistent Kanzleiassistent Regierungsassistent Verwaltungsassistent technischer Assistent | –                                                                           | – |          | Hauptwachtmeister          |
| A7a              | 2.350–3.500                 | Polizeigefängnis- Verwalter                                                   | Polizeisekretär Kanzleisekretär Regierungssekretär technischer Sekretär                          | –                                                                           | – |          | Meister                    |
| A5b              | 2.300–4.200                 | Polizeigefängnis- Oberverwalter                                               | Polizeiobersekretär Kanzleiobersekretär Regierungsobersekretär techn. Obersekretär Waffenmeister | –                                                                           | – |          | Obermeister Revierleutnant |
| A4c2             | 2.800–5.000                 | –                                                                             | –                                                                                                | Polizeiinspektor Waffeninspektor Waffenrevisor                              | – |          | Oberleutnant               |
| A4c1             | 2.800–5.300                 | –                                                                             | –                                                                                                | Polizeinspektor Polizeirentmeister                                          | – |          | Oberleutnant               |
| A4b2             | 3.000–5.500                 | –                                                                             | –                                                                                                | Polizeioberinspektor Polizeirechnungsrevisor                                | – |          | Hauptmann                  |
| A4b1             | 4.100–5.800                 | –                                                                             | –                                                                                                | Polizeioberinspektor Polizeioberrentmeister Waffenoberrevisor Oberbuchalter | – |          | Hauptmann                  |
| A3b              | 4.800–7.000                 | –                                                                             | –                                                                                                | Polizeirat Polizeiamtmann (with less than 3 years in the grade)             | – |          | Hauptmann                  |
| A3b              | 4.800–7.000                 | –                                                                             | –                                                                                                | Polizeirat Polizeiamtmann                                                   | – |          | Major                      |
| A2d              | 4.800–7.800                 |                                                                               | –                                                                                                | Amtsrat Polizeioberamtmann                                                  | – |          | Major                      |
| A2c2             | 4.800–8.400                 | –                                                                             |                                                                                                  | –                                                                           | Regierungsassessor |          | Hauptmann                  |
| A2c2             | 4.800–8.400                 | –                                                                             | –                                                                                                | –                                                                           | Regierungsrat (con menos de 3 años en el grado)                                                                          |          | Hauptmann                  |
| A2c2             | 4.800–8.400                 | –                                                                             | –                                                                                                | Regierungs- und Kassenrat                                                   | Regierungsrat |          | Major                      |
| A2b              | 7.000–9.700                 | –                                                                             | –                                                                                                | –                                                                           | Polizeidirektor Oberregierungsrat Oberstleutnant der Polizei                                                             |          | Oberstleutnant             |
| A1b              | 6.200–10.600                | –                                                                             | –                                                                                                | –                                                                           | Polizeipräsident (ciudades de más de 100.000 habitantes) Regierungsdirektor                                              |          | Oberst                     |
| A1a              | 8.400–12.600                | –                                                                             | –                                                                                                | –                                                                           | Polizeipräsident (ciudades de más de 200.000 habitantes) Polizeivizepräsident (Berlin) Ministerialrat Oberst der Polizei |          | Oberst                     |
| B8               | 14.000                      |                                                                               | –                                                                                                | –                                                                           | Polizeipräsident (ciudades de más de 500.000 habitantes)                                                                 |          | Generalmajor               |
| B7b              | 15.000                      | –                                                                             | –                                                                                                | –                                                                           | Polizeipräsident (Hamburgo)                                                                                              |          | Generalmajor               |
| B7a              | 16.000                      | –                                                                             | –                                                                                                | –                                                                           | Polizeipräsident (Viena) Ministerialdirigent                                                                             |          | Generalmajor               |
| B6               | 17.000                      | –                                                                             | –                                                                                                | –                                                                           | Polizeipräsident (Berlín)                                                                                                |          | Generalleutnant            |
| B4               | 19.000                      | –                                                                             | –                                                                                                | –                                                                           | Ministerialdirektor |          | Generalleutnant            |

Fuentes:
El salario medio anual de un trabajador industrial era de 1.495 RM en 1939. En el mismo año, el salario medio de un trabajador administrativo contratado por el sector privado era de 2.772 RM.

### Promoción
En 1943 se emitieron nuevas normas para las promociones.
Los Polizeiassistenten podían optar a Polizeisekretär después de dos años de servicio. La participación en un curso de SS-Führer era obligatoria para los miembros de las SS, pero no para los funcionarios que no pertenecían a las SS. el Polizeisekretäre podía optar a Polizeiobersekretär después de tres años de servicio. La participación en un curso de oficiales era obligatoria para aquellos que no eran miembros de las SS.
Los Polizeiinspektoren podían optar a Polizeioberinspektor después de tres años de servicio. Los Polizeioberinspektoren podían optar a Polizeirat después de dos años de servicio. El Regierungsamtmänner y el Polizeiräte de la RSHA podían ascender a Amtsrat después de cinco años de servicio. El Amtsräte podían optar a Regierungsrat después de cinco años de servicio.